# 元端 (扶风王)
元端（?—?），西魏宗室，河南郡洛阳县（今河南省洛阳市东）人，魏太武帝拓跋焘玄孙，临淮宣王拓跋谭曾孙，雍州刺史临淮王拓跋提之孙，扶风文简王元孚的儿子。
西魏文帝大统六年（540年）正月，元孚去世。元端嗣爵为扶风王，官至大行台尚书、华州刺史。他性格粗疏凶狠，颇以家世地位为人傲慢，当时朝野议论对他很鄙视。